# 神渕村
神渕村（かぶちむら）は、かつて岐阜県武儀郡に存在した村である。
現在の加茂郡七宗町西部に該当し、飛騨川支流の神淵川上流に位置する。
文献によっては、神淵村と表記されている場合もある。

## 歴史
- 江戸時代末期、この地域は美濃国武儀郡であり、尾張藩領であった。
- 1873年（明治6年）4月1日 - 間見村、大橋村、大塚村、寺洞村、奥田村、八日市村、中切村、万場村、葉津村、杉洞村が合併し、神渕村となる。
- 1889年（明治22年）7月1日 - 町村制により神渕村が発足する。
- 1955年（昭和30年）2月11日 - 武儀郡神渕村と加茂郡上麻生村とが合併し、加茂郡七宗村となる。

## 学校
- 神渕村立神渕小学校（現・七宗町立神渕小学校）
- 神渕村立神渕中学校（現・七宗町立神渕中学校）
- 岐阜県立加茂高等学校神渕分校（定時制。1950年開校。1955年に岐阜県立加茂高等学校七宗分校に改称。1960年に統合され組合立中濃高等学校。）

## 神社・仏閣
- 神淵神社